# Daebu-dong
Daebu-dong (koreanska: 대부동) är en stadsdel i staden Ansan i provinsen Gyeonggi i den nordvästra delen av Sydkorea, 50 km söder om huvudstaden Seoul. Den ligger i stadsdistriktet Danwon-gu.
Daebu-dong utgörs av två bebodda öar, huvudön Daebudo, belägen cirka 25 km sydväst om staden Ansans centrum, och Pungdo, belägen 18 km sydväst om Daebudo, samt ett antal mindre, obebodda, öar.